# Rima Baškienė

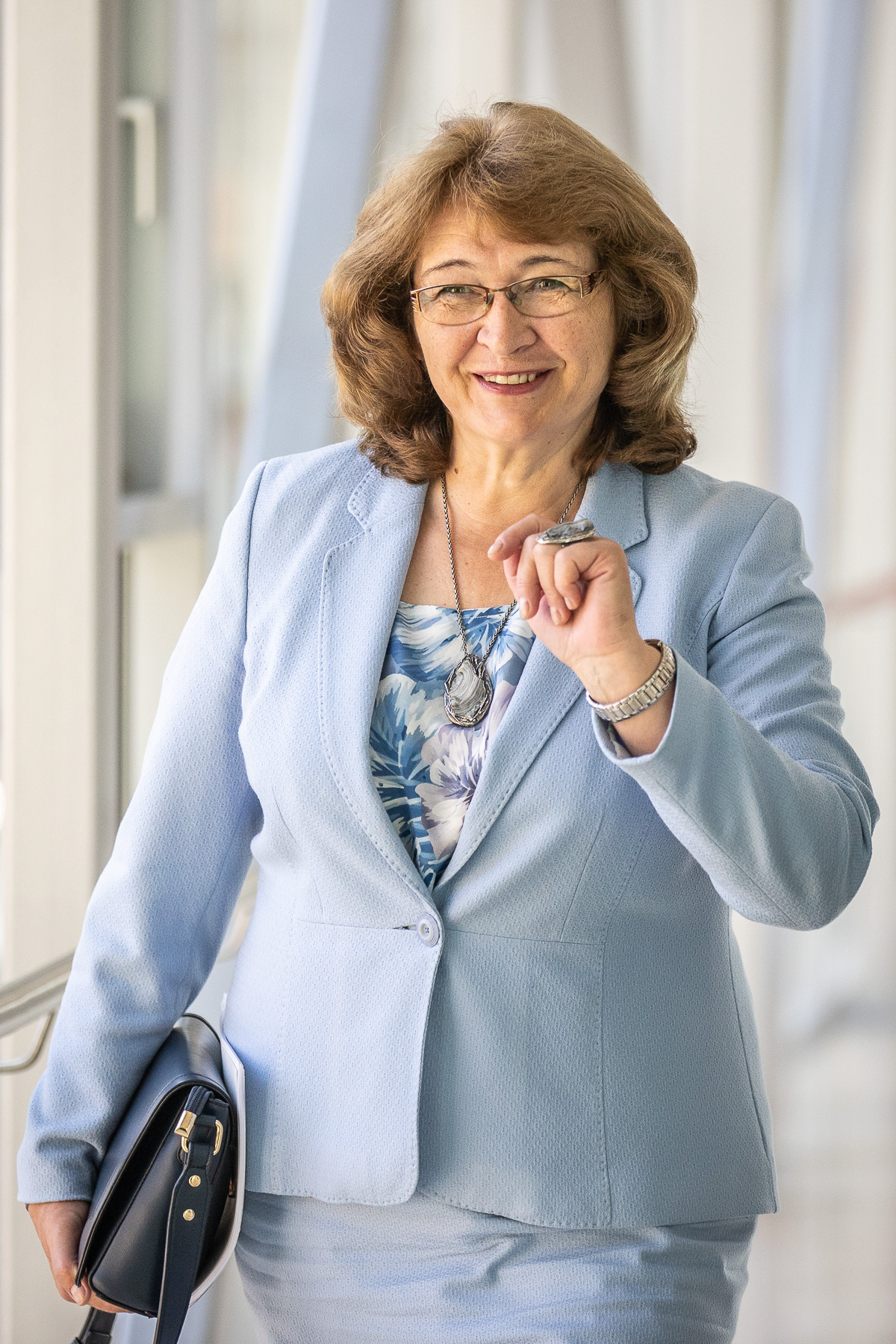
Rima Baškienė, 2023

Rima Baškienė (* 25. Oktober 1960 in Kentriai, Rajongemeinde Kelmė) ist eine litauische Politikerin, Seimas-Mitglied. Von 2016 bis 2020 war sie Parlamentsvizepräsidentin (erste Stellvertreterin des Vorsitzenden im 12. Seimas) und davor Vizebürgermeisterin der Rajongemeinde Šiauliai.

## Leben
Ab 1974 lebte Rima Baškienė in Kuršėnai bei Šiauliai. Nach dem Abitur 1978 an der 1. Mittelschule Kuršėnai absolvierte sie von 1978 bis 1983 ein Diplomstudium am Politechnikos institutas in Kaunas und wurde Ingenieurin der Technologie.
Von 1983 bis 1997 arbeitete Rima Baškienė in  der Leinenfabrik Plungė und war Instrukteurin in der Rajongemeinde Šiauliai. Danach arbeitete sie als Gehilfe von Ramūnas Karbauskis, des Seimas-Mitglieds, in der Seimas-Kanzlei. Von 2000 bis 2004 war sie Vizebürgermeisterin der Rajongemeinde Šiauliai. Seit 2004 ist sie Mitglied des Seimas. Vom 14. November 2016 bis zum 12. November 2020 war sie erste Seimas-Parlamentsvizepräsidentin.